# Sifaca
Els sifaques (Propithecus) són un gènere de primats que habita únicament a l'illa de Madagascar. Totes les espècies de sifaques es troben en perill d'extinció o en perill crític.

## Anatomia i fisiologia
Els sifaques són índrids de mida mitjana, amb una longitud de cap i cos de 40 a 55 cm i un pes de 3 a 6 kg. La seva cua és tan llarga com el cos, cosa que els diferencia dels Indri. El seu pelatge és llarg i sedós, amb una coloració que varia segons les espècies des del blanc groguenc fins al marró negre. La seva cara rodona i sense pèl és sempre negra. Com amb tots els lèmurs, els sifaques tenen adaptacions especials per a l'empolainament, com ara una urpa de vàter al segon dit del peu i una pinta dental.
Són escaladors hàbils i saltadors potents, capaços de fer salts de fins a 10 metres. A terra es mouen, com tots els índrids, amb moviments bípedes i saltant lateralment de les potes posteriors, mantenint les extremitats anteriors aixecades per mantenir l'equilibri. Són diürns i arboris. Són herbívors i mengen fulles, flors i fruites.
Els principals depredadors són el fossa, i caçadors aeris com els falcons.

Un període de gestació de quatre a cinc mesos acaba amb el naixement d'una sola cria al juliol. La cria s'agafa a la panxa de la mare quan és petita, però després és portada a l'esquena. Les cries es deslleten al cap d'uns sis mesos i assoleixen la plena maduresa als dos o tres anys. L'esperança de vida és de fins a 20 anys.

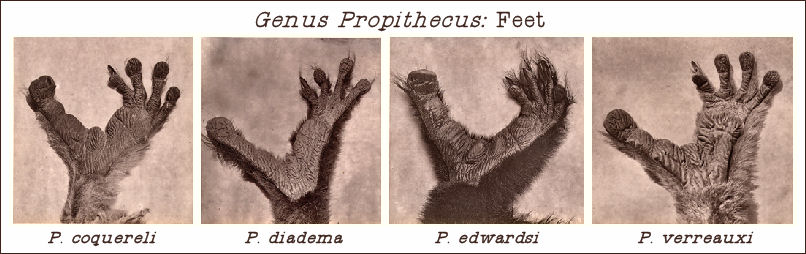
Potes de sifakes

## Classificació
- FAMÍLIA INDRIIDAE
  - Gènere Propithecus[7]
    - Grup P. diadema
      - Sifaca de diadema, Propithecus diadema
      - Sifaca sedós, Propithecus candidus
      - Sifaca de Milne-Edwards, Propithecus edwardsi
      - Sifaca de Perrier, Propithecus perrieri
      - Sifaca de Tattersall, Propithecus tattersalli

    - Grup P. verreauxi
      - Sifaca de Verreaux, Propithecus verreauxi
      - Sifaca de Coquerel, Propithecus coquereli
      - Sifaca de Van der Decken, Propithecus deckenii
      - Sifaca coronat, Propithecus coronatus

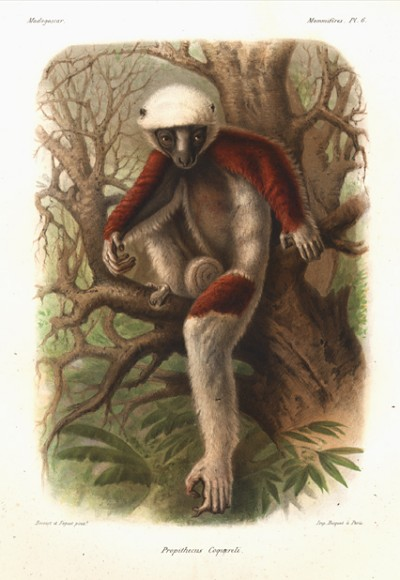
P. coquereli
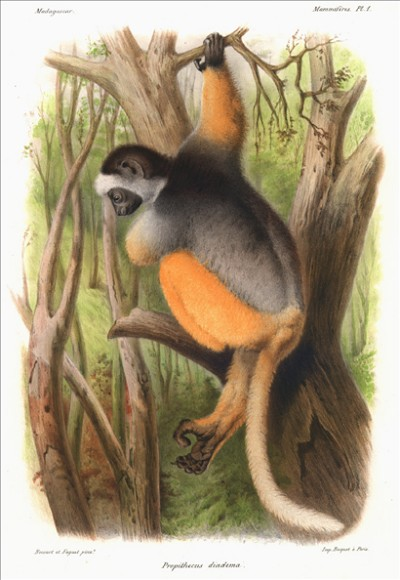
P. diadema
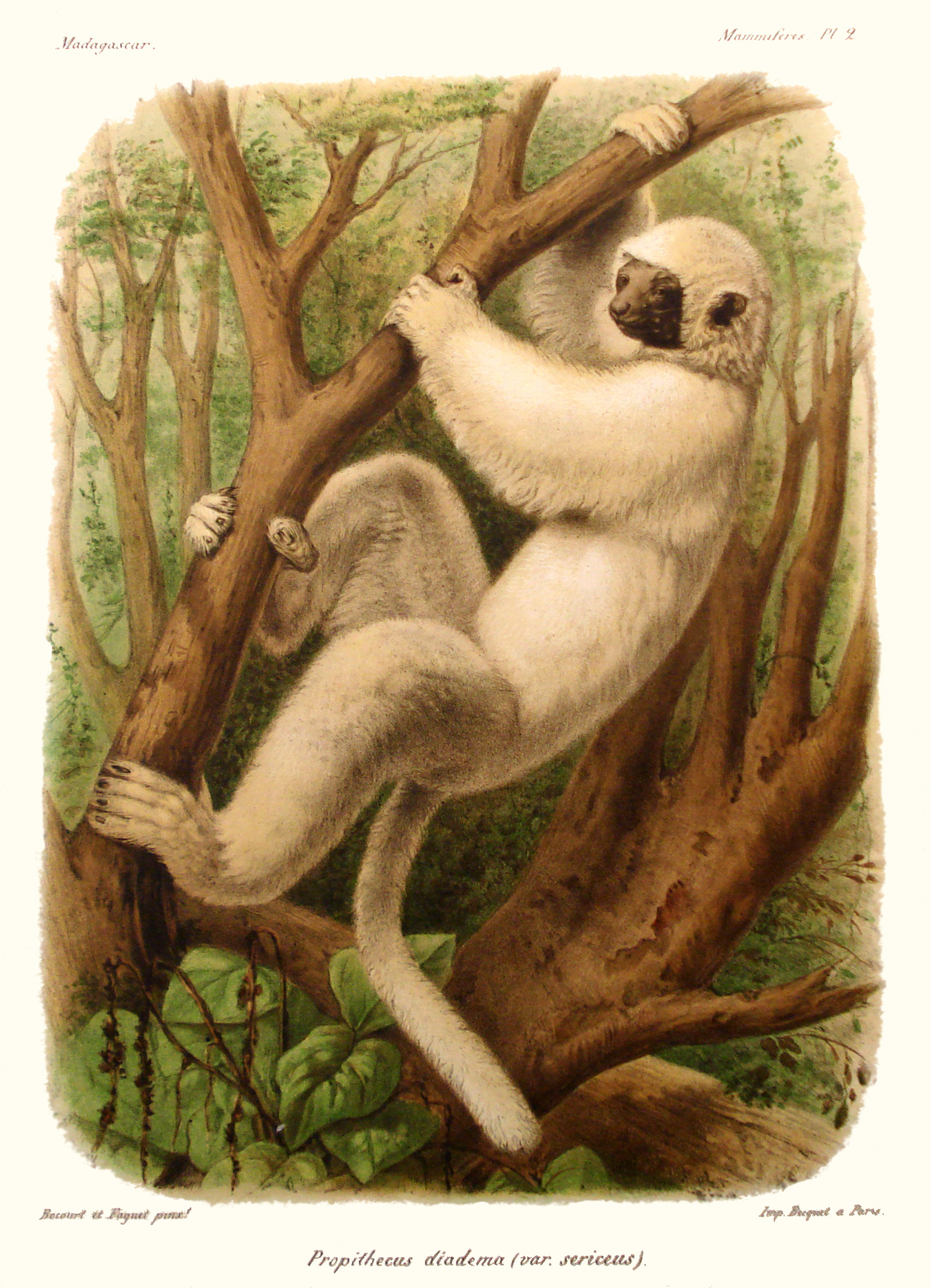
P. d. candidus
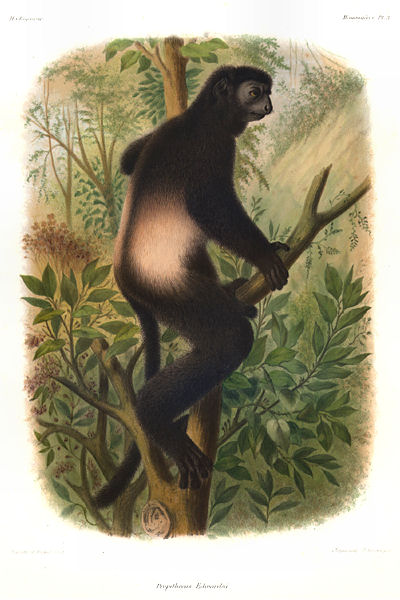
P. edwardsi